# Seaside festival
Het Seaside festival was in de jaren 80 een festival voor alternatieve muziek in België.
Het Seaside festival werd jaarlijks georganiseerd in het tweede weekend van augustus in de Belgische kustgemeente De Panne, met uitzondering van de allerlaatste editie (1986) die in het naburige Veurne doorging. 
Tijdens de verschillende edities van het Seaside festival traden onder andere op de internationale bands: Public Image Ltd., Siouxsie and the Banshees, Killing Joke, Echo & the Bunnymen, The March Violets, New Order, Fad Gadget, The Stranglers en The Ramones, en een aantal Belgische artiesten, zoals: TC Matic, Front 242, Red Zebra, Luc Van Acker en Arbeid Adelt!.
1985 was voor het Seaside festival een topjaar. Meer dan 20.000 festivalgangers zakten af naar De Panne. In het voorjaar van 1987 zetten de organisatoren, geplaagd door problemen en veelvuldige tegenslagen, er een punt achter.
Twee festivals namen de rol van Seaside over; Polderrock (Oudenburg, West-Vlaanderen) en Pukkelpop (Leopoldsburg, Limburg). Oorspronkelijk deelden beide festivals (ongeveer) dezelfde affiche. De organisatoren van Polderrock hielden het na 1987 voor bekeken. Niet zo in Limburg; in 2010 vierde het Pukkelpop-Festival haar vijfentwintigjarig bestaan.

## Historiek
1981 (15 augustus): The Systems - The Passions - Inmates - T.C. Matic - The Kids - De Kreuners
1982 (14 augustus): onder meer Allez Allez - Lavvi Ebbel - Luna Twist - Red Zebra - Au Pairs - The Sound - Simple Minds
1983 (14 augustus): Blanc de Blanc - London Cowboys - Lavvi Ebbel - General Saint & Clint Eastwood - The Bollock Brothers - The Virgin Prunes - T.C. Matic - The Stranglers
1984 (11 augustus): The Room - Luc Van Acker - Paul Haig - The Fixx - Shriekback - Fad Gadget - Echo & the Bunnymen - New Order
1985 (10 augustus): The March Violets - Front 242 - Anne Clark - The Sound - Killing Joke - TC Matic - Siouxsie & The Banshees
1986 (2 augustus) in Veurne): Arno - La Muerte - Red Skins - Skyblasters - Steel Pulse- The Yeh Yeh's - The Mission - Ramones - Public Image Ltd.